# Stenopsyche navasi
Stenopsyche navasi is een schietmot uit de familie Stenopsychidae. De soort komt voor in het Oriëntaals en het Palearctisch gebied.